# Habib Pacha Saad
Habib Pacha El-Saad (1867 - 5 de maio de 1942) foi um político libanês maronita que nasceu em Ain Trez, distrito de Aley. Ele serviu como Presidente do Parlamento do Líbano de maio de 1922 a outubro de 1923. Inicialmente o terceiro primeiro-ministro do Líbano de 10 de agosto de 1928 a 9 de maio de 1929, ele foi nomeado presidente sob o mandato francês em 30 de janeiro de 1934 e serviu nesta capacidade até 20 de janeiro de 1936.